# Temporada 2025 del Campeonato de Fórmula Regional Europea
La temporada 2025 del Campeonato de Fórmula Regional Europea es la séptima edición de dicha competición. Comenzó el 3 de mayo en Misano y finalizará el 26 de octubre en Monza.

## Escuderías y pilotos
| Escudería             | N.º          | Piloto                 | Estado | Rondas   |
| --------------------- | ------------ | ---------------------- | ------ | -------- |
| G4 Racing             | 2            | Édouard Borgna         | N      | 1-6      |
| G4 Racing             | 3            | Arthur Aegerter        | N      | 1-3, 5   |
| G4 Racing             | 3            | Enzo Richer            |        | 4        |
| G4 Racing             | 3            | Kacper Sztuka          |        | 6        |
| G4 Racing             | 35           | Kacper Sztuka          |        | 1        |
| G4 Racing             | 35           | Edu Robinson           | N      | 4-6      |
| Trident               | 5            | Ruiqi Liu              |        | 1-6      |
| Trident               | 7            | Nandhavud Bhirombhakdi |        | 1-6      |
| Trident               | 8            | Matteo De Palo         |        | 1-6      |
| Van Amersfoort Racing | 6            | Hiyu Yamakoshi         |        | 1-6      |
| Van Amersfoort Racing | 22           | Pedro Clerot           |        | 1-6      |
| Van Amersfoort Racing | 55           | Dion Gowda             | N      | 1-6      |
| CL Motorsport         | 9            | Macéo Capietto         |        | 2        |
| CL Motorsport         | 9            | Zachary David          |        | 4-6      |
| CL Motorsport         | 12           | Valerio Rinicella      |        | 1        |
| CL Motorsport         | 20           | Michael Belov          |        | 2-6      |
| Saintéloc Racing      | 10           | Nikita Bedrin          |        | 1-6      |
| Saintéloc Racing      | 50           | Tim Gerhards           | N      | 1-3, 5-6 |
| Saintéloc Racing      | 50           | Maya Weug              |        | 4        |
| Saintéloc Racing      | 96           | Yaroslav Veselaho      |        | 2-6      |
| R-ace GP              | 11           | Jin Nakamura           |        | 1-6      |
| R-ace GP              | 23           | Enzo Deligny           |        | 1-6      |
| R-ace GP              | 31           | Akshay Bohra           |        | 1-6      |
| Prema Racing          | 14           | Rashid Al Dhaheri      |        | 1-6      |
| Prema Racing          | 27           | Freddie Slater         |        | 1-6      |
| Prema Racing          | 28           | Doriane Pin            |        | 2-6      |
| Prema Racing          | 45           | Jack Beeton            |        | 1-6      |
| AKCEL GP              | 15           | Aditya Kulkarni        |        | 1-4, 6   |
| AKCEL GP              | 16           | Saqer Al Maosherji     | N      | 1-4, 6   |
| AKCEL GP              | 44           | Javier Sagrera         |        | 4, 6     |
| ART Grand Prix        | 19           | Kanato Le              |        | 1-6      |
| ART Grand Prix        | 89           | Taito Kato             |        | 1-6      |
| ART Grand Prix        | 95           | Evan Giltaire          |        | 1-6      |
| RPM                   | 21           | Enzo Yeh               |        | 1-6      |
| RPM                   | 74           | Enzo Peugeot           |        | 1-3      |
| RPM                   | 74           | Ean Eyckmans           | N      | 4-6      |
| RPM                   | 99           | Giovanni Maschio       |        | 1-6      |
| KIC Motorsport        |              | Por anunciar           |        |          |
| KIC Motorsport        | Por anunciar |                        |        |          |

| Icono | Leyenda |
| ----- | ------- |
| N     | Novato  |

## Calendario
| Ronda   | Ronda | Circuito                                                | Fecha            |
| ------- | ----- | ------------------------------------------------------- | ---------------- |
| 1       | C1    | Misano World Circuit Marco Simoncelli, Misano Adriatico | 3 de mayo        |
| 1       | C2    | Misano World Circuit Marco Simoncelli, Misano Adriatico | 4 de mayo        |
| 2       | C1    | Circuito de Spa-Francorchamps, Francorchamps            | 17 de mayo       |
| 2       | C2    | Circuito de Spa-Francorchamps, Francorchamps            | 18 de mayo       |
| 3       | C1    | Circuito de Zandvoort, Zandvoort                        | 7 de junio       |
| 3       | C2    | Circuito de Zandvoort, Zandvoort                        | 8 de junio       |
| 4       | C1    | Hungaroring, Mogyoród                                   | 5 de julio       |
| 4       | C2    | Hungaroring, Mogyoród                                   | 6 de julio       |
| 5       | C1    | Circuito Paul Ricard, Le Castellet                      | 19 de julio      |
| 5       | C2    | Circuito Paul Ricard, Le Castellet                      | 20 de julio      |
| 6       | C1    | Autodromo Enzo e Dino Ferrari, Imola                    | 2 de agosto      |
| 6       | C2    | Autodromo Enzo e Dino Ferrari, Imola                    | 3 de agosto      |
| 7       | C1    | Red Bull Ring, Spielberg                                | 6 de septiembre  |
| 7       | C2    | Red Bull Ring, Spielberg                                | 7 de septiembre  |
| 8       | C1    | Circuito de Barcelona-Cataluña, Montmeló                | 20 de septiembre |
| 8       | C2    | Circuito de Barcelona-Cataluña, Montmeló                | 21 de septiembre |
| 9       | C1    | Hockenheimring, Hockenheim                              | 4 de octubre     |
| 9       | C2    | Hockenheimring, Hockenheim                              | 5 de octubre     |
| 10      | C1    | Autodromo Nazionale di Monza, Monza                     | 25 de octubre    |
| 10      | C2    | Autodromo Nazionale di Monza, Monza                     | 26 de octubre    |
| Fuente: |       |                                                         |                  |

## Resultados
| Ronda | Ronda | Ronda             | Pole Position     | Vuelta rápida     | Piloto ganador | Escudería ganadora    | Novato ganador |
| ----- | ----- | ----------------- | ----------------- | ----------------- | -------------- | --------------------- | -------------- |
| 1     | C1    | Misano            | Freddie Slater    | Pedro Clerot      | Matteo De Palo | Trident               | Dion Gowda     |
| 1     | C2    | Misano            | Evan Giltaire     | Freddie Slater    | Evan Giltaire  | ART Grand Prix        | Édouard Borgna |
| 2     | C1    | Spa-Francorchamps | Freddie Slater    | Freddie Slater    | Freddie Slater | Prema Racing          | Dion Gowda     |
| 2     | C2    | Spa-Francorchamps | Rashid Al Dhaheri | Enzo Deligny      | Enzo Deligny   | R-ace GP              | Dion Gowda     |
| 3     | C1    | Zandvoort         | Pedro Clerot      | Freddie Slater    | Freddie Slater | Prema Racing          | Dion Gowda     |
| 3     | C2    | Zandvoort         | Pedro Clerot      | Jin Nakamura      | Pedro Clerot   | Van Amersfoort Racing | Dion Gowda     |
| 4     | C1    | Budapest          | Matteo De Palo    | Matteo De Palo    | Matteo De Palo | Trident               | Dion Gowda     |
| 4     | C2    | Budapest          | Enzo Deligny      | Rashid Al Dhaheri | Freddie Slater | Prema Racing          | Ean Eyckmans   |
| 5     | C1    | Le Castellet      | Freddie Slater    | Freddie Slater    | Freddie Slater | Prema Racing          | Dion Gowda     |
| 5     | C2    | Le Castellet      | Freddie Slater    | Rashid Al Dhaheri | Freddie Slater | Prema Racing          | Dion Gowda     |
| 6     | C1    | Imola             | Enzo Deligny      | Jin Nakamura      | Enzo Deligny   | R-ace GP              | Dion Gowda     |
| 6     | C2    | Imola             | Akshay Bohra      | Akshay Bohra      | Akshay Bohra   | R-ace GP              | Ean Eyckmans   |
| 7     | C1    | Spielberg         |                   |                   |                |                       |                |
| 7     | C2    | Spielberg         |                   |                   |                |                       |                |
| 8     | C1    | Barcelona         |                   |                   |                |                       |                |
| 8     | C2    | Barcelona         |                   |                   |                |                       |                |
| 9     | C1    | Hockenheim        |                   |                   |                |                       |                |
| 9     | C2    | Hockenheim        |                   |                   |                |                       |                |
| 10    | C1    | Monza             |                   |                   |                |                       |                |
| 10    | C2    | Monza             |                   |                   |                |                       |                |

## Clasificaciones

### Puntuaciones
| Posición | 1.º | 2.º | 3.º | 4.º | 5.º | 6.º | 7.º | 8.º | 9.º | 10.º |
| Puntos   | 25  | 18  | 15  | 12  | 10  | 8   | 6   | 4   | 2   | 1    |

### Campeonato de Pilotos
| Pos. | Piloto                 | MIS | MIS | SPA | SPA | ZAN | ZAN | BUD | BUD | LEC | LEC | IMO | IMO | SPI | SPI | BAR | BAR | HOC | HOC | MNZ | MNZ | Puntos |
| ---- | ---------------------- | --- | --- | --- | --- | --- | --- | --- | --- | --- | --- | --- | --- | --- | --- | --- | --- | --- | --- | --- | --- | ------ |
| 1    | Freddie Slater         | Ret | 2   | 1   | Ret | 1   | 3   | 5   | 1   | 1   | 1   | 2   | DSQ |     |     |     |     |     |     |     |     | 186    |
| 2    | Matteo De Palo         | 1   | 3   | 2   | 6   | 6   | 6   | 1   | 3   | 2   | 6   | 5   | 4   |     |     |     |     |     |     |     |     | 170    |
| 3    | Enzo Deligny           | 10  | 4   | 3   | 1   | 5   | 4   | 3   | DSQ | 7   | 10  | 1   | 2   |     |     |     |     |     |     |     |     | 140    |
| 4    | Pedro Clerot           | 4   | 5   | 25  | 16  | 2   | 1   | 2   | 10  | 5   | 4   | 4   | 5   |     |     |     |     |     |     |     |     | 128    |
| 5    | Akshay Bohra           | 9   | 14  | 7   | 15  | 3   | 9   | 8   | 4   | 4   | 3   | 3   | 1   |     |     |     |     |     |     |     |     | 108    |
| 6    | Evan Giltaire          | 2   | 1   | 4   | 13  | 4   | 16  | 7   | 5   | 9   | 7   | 15  | 6   |     |     |     |     |     |     |     |     | 99     |
| 7    | Hiyu Yamakoshi         | 8   | 9   | 5   | 2   | 7   | 2   | 6   | 8   | 6   | 12  | Ret | 11  |     |     |     |     |     |     |     |     | 78     |
| 8    | Rashid Al Dhaheri      | 3   | 15  | 6   | 12  | 8   | 13  | 4   | 2   | DNS | 2   | Ret | 12  |     |     |     |     |     |     |     |     | 75     |
| 9    | Taito Kato             | 5   | 17  | 10  | 3   | 15  | 8   | 12  | 9   | 3   | 13  | 6   | 8   |     |     |     |     |     |     |     |     | 59     |
| 10   | Nikita Bedrin          | 7   | 6   | 15  | 9   | Ret | 10  | DSQ | Ret | 14  | 8   | 7   | 3   |     |     |     |     |     |     |     |     | 42     |
| 11   | Jin Nakamura           | Ret | 10  | 16  | 7   | 13  | 5   | 13  | 25  | 8   | 5   | 25  | Ret |     |     |     |     |     |     |     |     | 31     |
| 12   | Kanato Le              | 11  | 16  | 9   | 4   | 12  | 12  | 11  | 6   | Ret | 11  | 9   | 19  |     |     |     |     |     |     |     |     | 24     |
| 13   | Dion Gowda             | 17  | Ret | 14  | 5   | 10  | 7   | 10  | 15  | 16  | 16  | 8   | 15  |     |     |     |     |     |     |     |     | 22     |
| 14   | Jack Beeton            | 6   | 7   | 8   | 10  | 9   | 17  | 14  | Ret | 10  | Ret | 21  | Ret |     |     |     |     |     |     |     |     | 22     |
| 15   | Michael Belov          |     |     | 12  | Ret | 11  | 20  | 15  | 7   | 11  | 17  | 10  | 7   |     |     |     |     |     |     |     |     | 13     |
| 16   | Nandhavud Bhirombhakdi | 12  | 8   | 17  | 17  | 16  | 14  | 9   | 11  | 15  | 9   | 16  | 22  |     |     |     |     |     |     |     |     | 8      |
| 17   | Giovanni Maschio       | 16  | Ret | 13  | 8   | 23  | 25  | 16  | 23  | 12  | Ret | 18  | Ret |     |     |     |     |     |     |     |     | 4      |
| 18   | Ruiqi Liu              | 14  | 12  | 18  | 14  | 19  | 15  | 20  | 21  | 13  | 21  | 14  | 9   |     |     |     |     |     |     |     |     | 2      |
| 19   | Ean Eyckmans           |     |     |     |     |     |     | Ret | 12  | 22  | Ret | 17  | 10  |     |     |     |     |     |     |     |     | 1      |
| 20   | Enzo Peugeot           | 13  | 11  | 11  | 11  | 14  | 11  |     |     |     |     |     |     |     |     |     |     |     |     |     |     | 0      |
| 21   | Enzo Yeh               | 15  | 21  | 23  | 18  | 18  | 18  | 18  | 13  | 23  | 14  | 11  | 16  |     |     |     |     |     |     |     |     | 0      |
| 22   | Edu Robinson           |     |     |     |     |     |     | Ret | 24  | 21  | 18  | 12  | 13  |     |     |     |     |     |     |     |     | 0      |
| 23   | Kacper Sztuka          | 18  | 13  |     |     |     |     |     |     |     |     | 13  | 21  |     |     |     |     |     |     |     |     | 0      |
| 24   | Zachary David          |     |     |     |     |     |     | 17  | 16  | 18  | 15  | Ret | 14  |     |     |     |     |     |     |     |     | 0      |
| 25   | Aditya Kulkarni        | 21  | DNS | 21  | 20  | Ret | 21  | DSQ | 14  |     |     | 19  | 18  |     |     |     |     |     |     |     |     | 0      |
| 26   | Doriane Pin            |     |     | 19  | Ret | 20  | 24  | 19  | 17  | 17  | Ret |     |     |     |     |     |     |     |     |     |     | 0      |
| 27   | Tim Gerhards           | Ret | Ret | 20  | 21  | 17  | Ret |     |     | 20  | 19  | 20  | 17  |     |     |     |     |     |     |     |     | 0      |
| 28   | Édouard Borgna         | 19  | 18  | 22  | Ret | Ret | 22  | 23  | 22  | 19  | 20  | 22  | 25  |     |     |     |     |     |     |     |     | 0      |
| 29   | Yaroslav Veselaho      |     |     | 24  | 22  | 22  | 23  | 21  | 18  | DNS | 22  | 23  | 23  |     |     |     |     |     |     |     |     | 0      |
| 30   | Saqer Al Maosherji     | 22  | 19  | DNS | 23  | 21  | 19  | Ret | 20  |     |     | 24  | 24  |     |     |     |     |     |     |     |     | 0      |
| 31   | Enzo Richer            |     |     |     |     |     |     | 24  | 19  |     |     |     |     |     |     |     |     |     |     |     |     | 0      |
| 32   | Macéo Capietto         |     |     | Ret | 19  |     |     |     |     |     |     |     |     |     |     |     |     |     |     |     |     | 0      |
| 33   | Arthur Aegerter        | 23  | 20  | 26  | 24  | WD  | WD  |     |     | Ret | DNS |     |     |     |     |     |     |     |     |     |     | 0      |
| 34   | Javier Sagrera         |     |     |     |     |     |     | DSQ | 26  |     |     | Ret | 20  |     |     |     |     |     |     |     |     | 0      |
| 35   | Valerio Rinicella      | 20  | Ret |     |     |     |     |     |     |     |     |     |     |     |     |     |     |     |     |     |     | 0      |
| 36   | Maya Weug              |     |     |     |     |     |     | 22  | Ret |     |     |     |     |     |     |     |     |     |     |     |     | 0      |
| Pos. | Piloto                 | MIS | MIS | SPA | SPA | ZAN | ZAN | BUD | BUD | LEC | LEC | IMO | IMO | SPI | SPI | BAR | BAR | HOC | HOC | MNZ | MNZ | Puntos |

| Color     | Resultado                                                               |
| --------- | ----------------------------------------------------------------------- |
| Oro       | Ganador                                                                 |
| Plata     | 2.ª plaza                                                               |
| Bronce    | 3.ª plaza                                                               |
| Verde     | Finalizó en los puntos                                                  |
| Azul      | Finalizó sin puntos                                                     |
| Azul      | NC - No clasificado                                                     |
| Violeta   | Ret - No terminó (Carrera)                                              |
| Rojo      | DNQ - No se clasificó                                                   |
| Negro     | DSQ - Descalificado                                                     |
| Blanco    | DNS - No empezó (carrera)                                               |
| Blanco    | WD - Retirado (fin de semana)                                           |
| Blanco    | C - Carrera cancelada                                                   |
| Sin color | DNP - Inscrito pero no participó                                        |
| Sin color | INJ - Lesionado                                                         |
| Sin color | EX - Excluido                                                           |
| Estado    | Resultado                                                               |
| Negrita   | Pole position                                                           |
| Cursiva   | Vuelta rápida                                                           |
| †         | Abandona, pero clasifica al completar el porcentaje requerido para ello |

| Novato |

### Campeonato de Escuderías
| Pos. | Escudería             | Puntos |
| ---- | --------------------- | ------ |
| 1    | Prema Racing          | 277    |
| 2    | R-ace GP              | 272    |
| 3    | Van Amersfoort Racing | 220    |
| 4    | Trident               | 180    |
| 5    | ART Grand Prix        | 179    |
| 6    | Saintéloc Racing      | 42     |
| 7    | CL Motorsport         | 13     |
| 8    | RPM                   | 5      |
| 9    | G4 Racing             | 0      |
| 10   | AKCEL GP              | 0      |

### Citas
1. ↑  Wood, Ida (25 de junio de 2025). «Edu Robinson joins G4 Racing in FRegional Europe for rest of season». FormulaScout.com (en inglés). Consultado el 26 de junio de 2025.
2. ↑  «Trident confirms Ruiqi Liu for the 2025 FRECA». Trident Motorsport (en inglés). 16 de diciembre de 2024. Consultado el 17 de diciembre de 2024.
3. ↑  «Bhirombhakdi to race with Trident in the 2025 FRECA». Trident Motorsport (en inglés). 13 de diciembre de 2024. Consultado el 17 de diciembre de 2024.
4. ↑  «Trident announce De Palo for 2025 season». Trident Motorsport (en inglés). 11 de diciembre de 2024. Consultado el 12 de diciembre de 2024.
5. ↑  «Hiyu Yamakoshi Steps Up to FRECA with Van Amersfoort Racing for the 2025 Season». Van Amersfoort Racing (en inglés). 13 de noviembre de 2024. Consultado el 13 de noviembre de 2024.
6. ↑  «Pedro Clerot Remains with Van Amersfoort Racing for the 2025 FRECA Season». Van Amersfoort Racing (en inglés). 26 de noviembre de 2024. Consultado el 5 de diciembre de 2024.
7. ↑  «Dion Gowda joins Van Amersfoort Racing for the 2025 FRECA Season». Van Amersfoort Racing (en inglés). 21 de noviembre de 2024. Consultado el 5 de diciembre de 2024.
8. ↑  «CL MOTORSPORT ANNOUNCES ZACHARY DAVID AS FIRST DRIVER FOR 2025 FRECA LINE-UP». Campeonato de Fórmula Regional Europea (en inglés). 30 de diciembre de 2024. Consultado el 31 de diciembre de 2024.
9. ↑  Wood, Ida (4 de marzo de 2025). «Sainteloc Racing signs Nikita Bedrin for 2025 FREC season». FormulaScout.com (en inglés). Consultado el 14 de marzo de 2025.
10. ↑  «Saintéloc Racing on Instagram: "Thrilled to announce that @timgerhards1 joins the @sainteloc_racing team for the 2025 season and the Championship FRECA"». Saintéloc Racing en Instagram (en inglés). 22 de noviembre de 2024. Consultado el 5 de diciembre de 2024.
11. ↑  «DRIVER ANNOUNCEMENT | 🇺🇦 Yaroslav Veselaho joins Saintéloc for the 2025 FRMEC season! The 19-year-old finished 32nd in the series in 2024, before going on to finish 35th in FRECA. 📸 Dutch Photo Agency». Saintéloc Racing en Twitter (en inglés). 18 de diciembre de 2024. Consultado el 18 de diciembre de 2024.
12. ↑  «TOYOTA GAZOO Racing Presents its 2025 motorsport team setups in Japan». Toyota Gazoo Racing (en inglés). 25 de diciembre de 2024. Consultado el 31 de diciembre de 2024.
13. ↑  «R-ace GP on Instagram: "I am glad to welcome Akshay to our 2025 FRMEC and FRECA drivers lineup."». R-ace GP en Instagram (en inglés). 15 de noviembre de 2024. Consultado el 5 de diciembre de 2024.
14. ↑  «Al Dhaheri steps up to 2025 FRECA with PREMA Racing». Prema Racing (en inglés). 20 de noviembre de 2024. Consultado el 5 de diciembre de 2024.
15. ↑  «Slater stays for PREMA for 2025 Formula Regional programme». Prema Racing (en inglés). 19 de octubre de 2024. Consultado el 8 de noviembre de 2024.
16. ↑  «Pin stays with PREMA for 2025 F1 Academy, FRECA campaigns». Prema Racing (en inglés). 18 de diciembre de 2024. Consultado el 18 de diciembre de 2024.
17. ↑  «Jack Beeton to enter 2025 Formula Regional European Championship by Alpine with PREMA». Prema Racing (en inglés). 11 de noviembre de 2024. Consultado el 11 de noviembre de 2024.
18. ↑  «Kanato Le Joins ART Grand Prix for 2025 Season in FRMEC and FRECA». ART Grand Prix (en inglés). 16 de diciembre de 2024. Consultado el 17 de diciembre de 2024.
19. ↑  «Japanese Driver Taito Kato Joins ART Grand Prix for 2025». ART Grand Prix (en inglés). 11 de diciembre de 2024. Consultado el 12 de diciembre de 2024.
20. ↑  «Evan Giltaire continues with ART Grand Prix in 2025». ART Grand Prix (en inglés). 10 de enero de 2025. Consultado el 13 de enero de 2025.
21. ↑  «🚨We are very happy to announce that @enzo.yeh77 will join RPM for the 2025 FRECA season 🤝». RPM en Instagram (en inglés). 28 de febrero de 2025. Consultado el 2 de marzo de 2025.
22. ↑  Wood, Ida (3 de marzo de 2025). «Race Performance Motorsport names FREC drivers for 2025». FormulaScout.com (en inglés). Consultado el 14 de marzo de 2025.
23. ↑  «🤝 𝙂𝙞𝙤𝙫𝙖𝙣𝙣𝙞 𝙈𝙖𝙨𝙘𝙝𝙞𝙤 🇮🇹 🚨 @giovanni_maschio stays with RPM for the 2025 @formularegionaleubyalpine season 🔥». RPM en Instagram (en inglés). 26 de febrero de 2025. Consultado el 2 de marzo de 2025.
24. ↑  «The 2025 Formula Regional European Championship by Alpine: A revamped calendar for the upcoming season». Campeonato de Fórmula Regional Europea (en inglés). 27 de septiembre de 2024. Consultado el 8 de noviembre de 2024.